# Ophidiogorgia paradoxa
Ophidiogorgia paradoxa är en korallart som beskrevs av Bayer 1980. Ophidiogorgia paradoxa ingår i släktet Ophidiogorgia och familjen Primnoidae.
Artens utbredningsområde är Södra Ishavet. Inga underarter finns listade i Catalogue of Life.